# 전병옥
전병옥(全炳沃 , 1954년 ~ )은 대한민국의 배우이다.

## 생애
1971년 연극배우 첫 데뷔하였다. 주로 텔레비전 사극 드라마에서 장군 혹은 왕족을 주로 연기하였다.
연극배우 겸 연기자 김시원과는 동국대학교 연극영화학과 입학 및 학사 학위 동기이다.
태조 왕건의 능애 역을 맡았던 계기로 충청남도 공주시 정안면 평정리에 능애낚시터를 운영하고 있다.

## 학력
- 1977년 동국대학교 연극영화학과 학사

## 출연작

### 텔레비전 드라마
- 1982년 KBS 《풍운》
- 1983년 KBS 《개국》 - 불화 역
- 1987년 KBS 《이차돈》
- 1988년 KBS 《조선백자 마리아상》
- 1989년 KBS 《무풍지대》
- 1990년 KBS 《바람소리》
- 1990년 MBC 《춤추는 가얏고》
- 1990년 KBS 《서울뚝배기》 - 파출소 경찰 역
- 1990년 KBS 《야망의 세월》
- 1990년 KBS 《파천무》 - 배영팔 역
- 1992년 KBS 《삼국기》 - 죽지(신라의 장군) 역
- 1993년 MBC 《제3공화국》 - 천병규(前 한국은행 총재) 역
- 1994년 KBS 《이선풍 저승 유람》
- 1994년 KBS 《한명회》 - 조지서 역
- 1994년 KBS 《역사의 라이벌》
- 1994년 KBS 《딸부잣집》
- 1995년 SBS 《장희빈》 - 윤지완 역
- 1995년 SBS 《코리아게이트》 - 이상연(前 국가안전기획부 부장) 역
- 1995년 KBS 《찬란한 여명》- 김춘영 역
- 1996년 KBS 《용의 눈물》 - 장수1역 , 형조전서 역
- 1998년 KBS 《야망의 전설》- 한호령 과장 역
- 1998년 KBS 《왕과 비》 - 임영대군 이구(조선의 왕족 종실) 역
- 2000년 KBS 《태조 왕건》 - 능애(견훤의 동생) 역
- 2001년 KBS 《명성황후》 - 전봉준(조선의 동학농민혁명운동 지도자) 역
- 2002년 EBS 《역사탐구 과거와의 대화》
- 2003년 EBS 《역사극장》
- 2003년 SBS 《야인시대》 - 김책(前 조선민주주의인민공화국 부수상 겸 산업상), 유지광을 조사하는 감찰부장 역
- 2003년 KBS 《무인시대》 - 김존심(고려의 문관 겸 무관) 역
- 2003년 SBS 《왕의 여자》- 정창연(조선 병조판서) 역
- 2005년 EBS 《지금도 마로니에는》
- 2005년 MBC 《신돈》 - 이자춘(고려의 무관이며 이성계의 아버지) 역
- 2009년 KBS 《천추태후》 - 윤서안 장군(봉산군 선봉장) 역
- 2010년 KBS 《근초고왕》 - 고노자(고구려의 재상 겸 정치가) 역

### 연극
- 《세종대왕》 ... 태종 이방원 역 (주연)

### 라디오 프로그램
- 2015년 EBS FM 《EBS 책 읽는 라디오 낭독 시리즈》